# El Papus

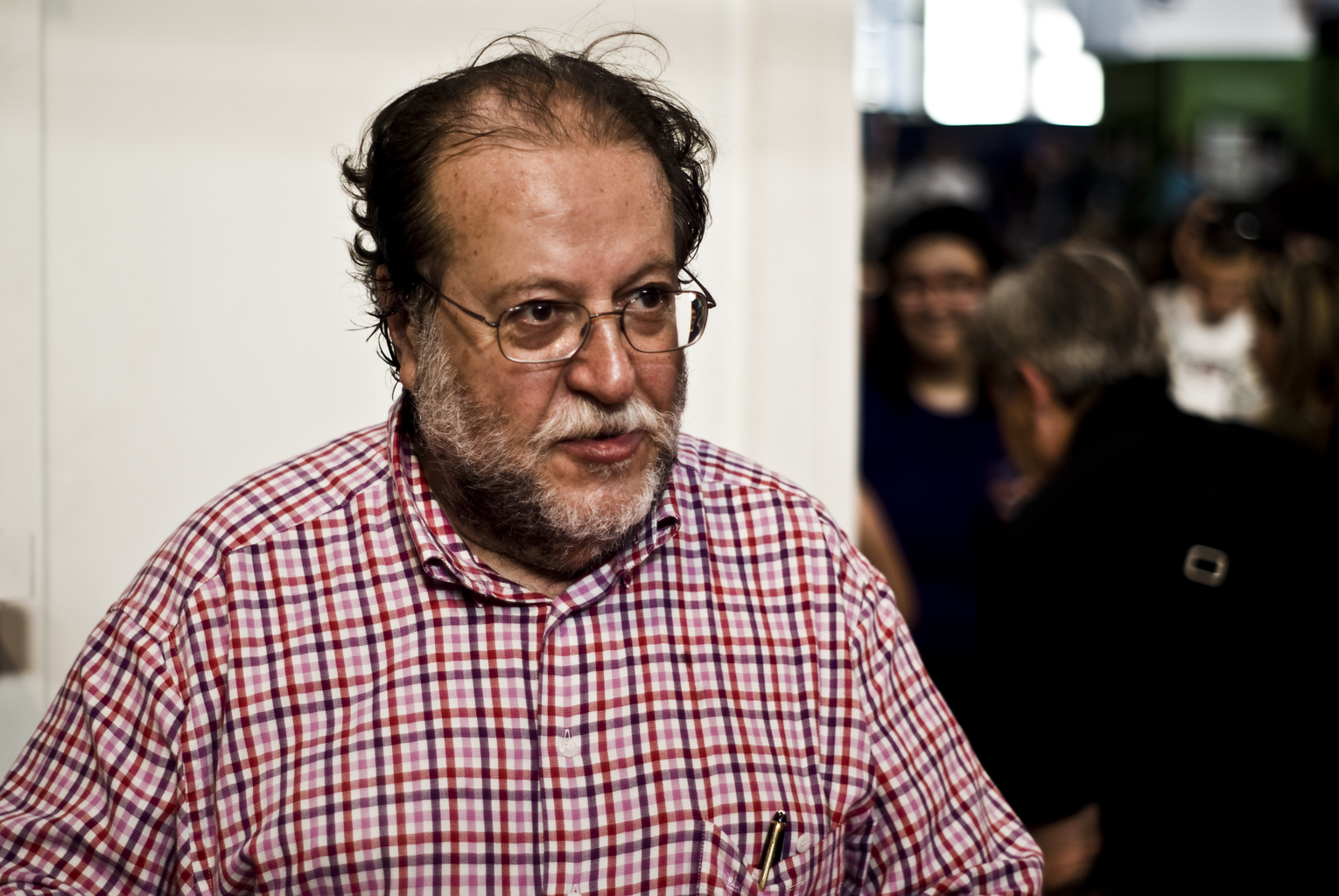
Òscar Nebreda, un dels col·laboradors més prolífics del setmanari.

El Papus és el nom d'una revista d'humor mordaç i corrosiu editada a Barcelona durant la transició espanyola, que aparegué setmanalment entre 1972 i 1987. Durant l'etapa de major èxit eren la cinquena revista més venuda a l'Estat Espanyol, amb 300.000 exemplars impresos, dels que se'n venien més de 250.000. Devia el seu nom al Papus, personatge popular que espanta als més menuts.

## Historia i trajectòria editorial
El Papus neix l'any 1973, en un moment de reivindicacions socials en el tardofranquisme per iniciativa d'Ivà i Óscar, que l'any 1972 havien fundat Barrabàs, una revista d'humor crític sobre el món de l'esport. La seva gran popularitat va plantejar als seus autors la creació d'una nova revisió d'humor crític no limitada a l'esport, a la manera de Charlie Hebdo, com també havia fet Chumy Chúmez amb Hermano Lobo.
El seu subtítol era «Revista satírica y neurasténica», i s'hi practicava un humor agressiu i d'estètica lletgista, molt inspirada en la premsa satírica francesa de l'època, amb publicacions com Hara-Kiri, o la primera etapa de Charlie Hebdo, i dibuixants com Siné, Reiser i Wolinski. En la seua maqueta hi participaren Maruja Torres, Antonio Franco i Manuel Vázquez Montalbán, qui no participaria en la redacció de la revista per pressions de l'editor, Javier Godó, vetant al periodista per un article crític amb Richard Nixon escrit en altra publicació.
Sota la direcció de Xavier de Echarri, i formant part de l'editorial que editava Barrabás, El Papus comptà amb la col·laboració de periodistes com Antonio Franco, Joan de Sagarra, Manuel Vázquez Montalbán i Maruja Torres, i dibuixants com Óscar, Ivà, Ja, Garcia Lorente, Gin, Vives, L'Avi, Fer, Manel, Carlos Giménez, Ventura y Nieto, Joma, Calonge, Rafael Ramos, Enric Cormenzana Bardas o Manuel Vázquez Gallego (qui en aquesta publicació signava amb el pseudònim de Sappo) entre d'altres.
Amenaçats per la ultradreta espanyola, el 20 de setembre de 1977 el grup feixista anomenat Triple A, envià una bomba a la redacció, que va provocar 17 ferits i matà al qui era el conserge ja no només de la revista, sinó de tot l'edifici. A l'Audiència Nacional hi ha documents relatius al cas que l'any 2015 encara no es podien consultar. La revista va rebre el suport de la professió (s'edità un àlbum de suport), i no va deixar d'editar-se fins a 1987, quan les vendes havien baixat molt. Fou, en certa manera, la instigadora d'El Jueves.

## Sèries
| Anys         | Números | Títol                                  | Autor              | Procedència        |
| ------------ | ------- | -------------------------------------- | ------------------ | ------------------ |
| 1973         | 1       | La Papunovela                          |                    |                    |
| 1973         | 1       | Papudiario                             |                    |                    |
| 1976         |         | Encuesta Papus                         | Já                 |                    |
| 1976-1977    |         | España Una, Grande y Libre             | Ivá/Carlos Giménez |                    |
| 1977-07/1979 |         | Sor Angut-tias de la Crú               | Já                 |                    |
| 1978         |         | Manolo                                 | Manel Ferrer       |                    |
|              |         | Historias de esta España nuestra       | Carlos Giménez     |                    |
|              |         | Etarki and Jatch                       | L'Avi              |                    |
|              |         | Vidas paralelas                        | Já                 |                    |
| 1978-1980    | 225-400 | Don Cornelio Ladilla y su señora María | Sappo              | Nueva              |
|              |         | Papu estufió allí                      | Já                 |                    |
| 1981-1982    | 395-435 | Robin & Sonia                          | Sappo              | Can Can (4ª época) |
| 1982         | 436-465 | Rufo                                   | Sappo              | Nueva              |
| 1982-1985    |         | Romansero del tonto                    | Sappo              |                    |